# Arminia Kapellen-Hamb
Der Sportverein Arminia Kapellen-Hamb 1946 e. V. ist ein Sportverein aus dem Gelderner Stadtteil Kapellen an der Fleuth im Kreis Kleve.

## Geschichte
Der Verein wurde im Jahre 1946 gegründet. Neben Fußball bietet der Verein noch Badminton, Lauftreff, Nordic Walking, Outdoor-Fitness, Rehabilitationssport, Volleyball, Wandern und verschiedene Kurse an.

## Frauenfußball

### Geschichte
Die Fußballerinnen von Arminia Kapellen-Hamb schafften im Jahre 1994 den Aufstieg in die seinerzeit zweitklassige Regionalliga West. Doch schon in der folgenden Saison 1994/95 stieg die Mannschaft mit nur einem Sieg und zwei Unentschieden als Tabellenletzter wieder ab. In den folgenden Jahren pendelte die Mannschaft zwischen der Verbandsliga und der Landesliga Niederrhein. Im Jahre 2005 gelang der Aufstieg in die Verbandsliga. Nach einem zehnten Platz in der folgenden Spielzeit wurde die Mannschaft aufgelöst.

### Erfolge
- Meister der Niederrheinliga: 1993/94

## Männerfußball

### Geschichte
Die Männermannschaft von Arminia Kapellen-Hamb spielt auf Kreisebene. Nach vielen Jahren in unteren Spielklassen gelang der vom ehemaligen deutschen U-21-Nationalspieler Mario Kanopa trainierten Arminia im Jahre 2016 der Aufstieg in die Kreisliga A Kleve-Geldern. Aus dieser stieg der Verein 2025 ab.

### Erfolge
- Aufstieg in die Kreisliga A: 2016

### Persönlichkeiten
- Mario Kanopa (* 1978)